# Бартоломей, Пётр Иванович
Пётр Ива́нович Бартоломе́й (настоящее отчество — Рейнвальдович; род. 31 марта 1938, Москва) — советский и российский учёный-электроэнергетик, специалист в области математического обеспечения автоматизированных систем диспетчерского управления энергосистемами, доктор технических наук, профессор кафедры «Автоматизированные электрические системы» Уральского энергетического института Уральского федерального университета. Заслуженный работник высшей школы Российской Федерации, Мастер спорта СССР по туризму, Заслуженный путешественник России, председатель правления общественной организации «Фонд памяти группы Дятлова» (2000—2017).

## Биография
Отец Рейнвальд Карлович Бартоломей (1904 года рождения) после бракосочетания в 1932 году с Эллен Оскаровной Самуэли (1909 года рождения) работал в Москве архитектором промышленных зданий и сооружений в тресте Теплоэлектропроект. Эллен Оскаровна работала в тресте Наркомата тяжёлой промышленности СССР Гипростальмост инженером-конструктором. 14 марта 1938 года, за две недели до рождения сына Петра, Рейнвальд Карлович был арестован и отправлен в Севжелдорлаг (Коми ГУЛАГ), где 2 июля 1943 года скончался от туберкулёза и пеллагры.
Пётр родился в Москве 31 марта 1938 года. В 1944 году в 6-летнем возрасте поступил в 4-х-летнюю школу в Волчанском совхозе Курганской области. Позднее учился в школах в Джанатурмысе Джамбульской области и в посёлке Глубокое Восточно-Казахстанской области. В 1954 году Пётр поступил на радиотехнический факультет Уральского политехнического института, позднее был переведён на энергетический факультет.
В 1959 году Пётр Иванович окончил Уральский политехнический институт по направлению инженер-электроэнергетик. После окончания вуза начал работать на той же кафедре «Электрические станции, сети и системы» (ныне кафедра «Автоматизированные электрические системы»). В 1966 году защитил кандидатскую диссертацию.
В 1983 году издательством «Высшая школа» была опубликована книга П. И. Бартоломея (в соавторстве) «АСУ и оптимизация режимов энергосистем», ставшая первым курсом в системе образования страны по этой теме.
Научные интересы П. И. Бартоломея лежат в области разработки алгоритмов расчёта установившихся и оптимальных режимов больших электрических систем. Для решения задач оптимизации электро-энергетических систем и задач в области диспетчерского управления им применены методы второго порядка и методы аппроксимирующего программирования. В 1985 году Пётр Иванович защитил докторскую диссертацию по теме «Разработка и применение эффективных методов расчёта и коррекции установившихся режимов больших электрических систем», в 1989 году ему было присвоено звание профессора. После этого он был назначен заведующим кафедрой «Автоматизированные электрические системы». Результаты научных работ П. И. Бартоломея используются в системах диспетчерского управления энергосистем России, а также стран СНГ и Восточной Европы. В частности, разработанные под его руководством программы «Линкор» и «КУРС-1000» были внедрены в энергосистемах России и за её пределами. Он также является инициатором и координатором системы повышения квалификации технического и административного персонала энергетических предприятий в области энергосбережения при правительстве Свердловской области. По состоянию на 2022 год, читает курсы по проблемам оптимизации режимов энергостистем и информационного обеспечения задач диспетчерского управления.
С 1994 года П. И. Бартоломей является действительным членом Российской академии инженерных наук. В 1996 году был избран членом (Senior Member) международной ассоциации электроэнергетиков IEEE (США). В 2001 году П. И. Бартоломею было присвоено звание «Заслуженный работник высшей школы РФ». С 2014 года является членом редколлегии журналов «Известия вузов. Проблемы энергетики» и «Электроэнергия. Передача и распределение». Подготовил 21 кандидата и 4 доктора наук.
П. И. Бартоломей является автором более 400 научных и учебно-методических работ, в том числе 20 монографий, 22 докладов на международных конференциях. В 2017 монография «Электроэнергетика: информационное обеспечение систем управления» заняла 1 место на Всероссийском конкурсе «Университетская книга» в номинации «Лучшее учебное издание по разделу „Информационные технологии“».
Один из первых мастеров спорта по туризму на Урале (1962), Заслуженный путешественник России (2000). Участвовал в поисковых работах тургруппы Дятлова, с членами которой ходил в походы высшей категории сложности, позднее принимал участие в общественном расследовании обстоятельств трагедии. Председатель правления «Фонда памяти группы Дятлова» в 2000—2017 годах.

## Награды и звания
- Нагрудный знак Министерства высшего образования СССР за отличные успехи в системе высшего образования[4][5]
- Медаль «Ветеран труда»
- Бронзовая медаль ВДНХ
- Заслуженный работник высшей школы Российской Федерации[4][5]
- Почётный выпускник УрФУ[4]
- Мастер спорта СССР по туризму[4][5]
- Заслуженный путешественник России[4][5]
- Знак отличия «За заслуги перед Свердловской областью» III степени (2020)[14]